# تاتا تی‌ال
تاتا تی‌ال (Tata TL) خودرویی است که در سال‌های ۱۹۸۸–۲۰۰۷ توسط شرکت هندی تاتا موتورز تولید شده‌است.
طراحی آن FR و خودرو چهار چرخ محرک بوده است. سیستم جعبه‌دندهٔ آن ۵ دنده به صورت دستی است.